# Andrej Chadanowicz

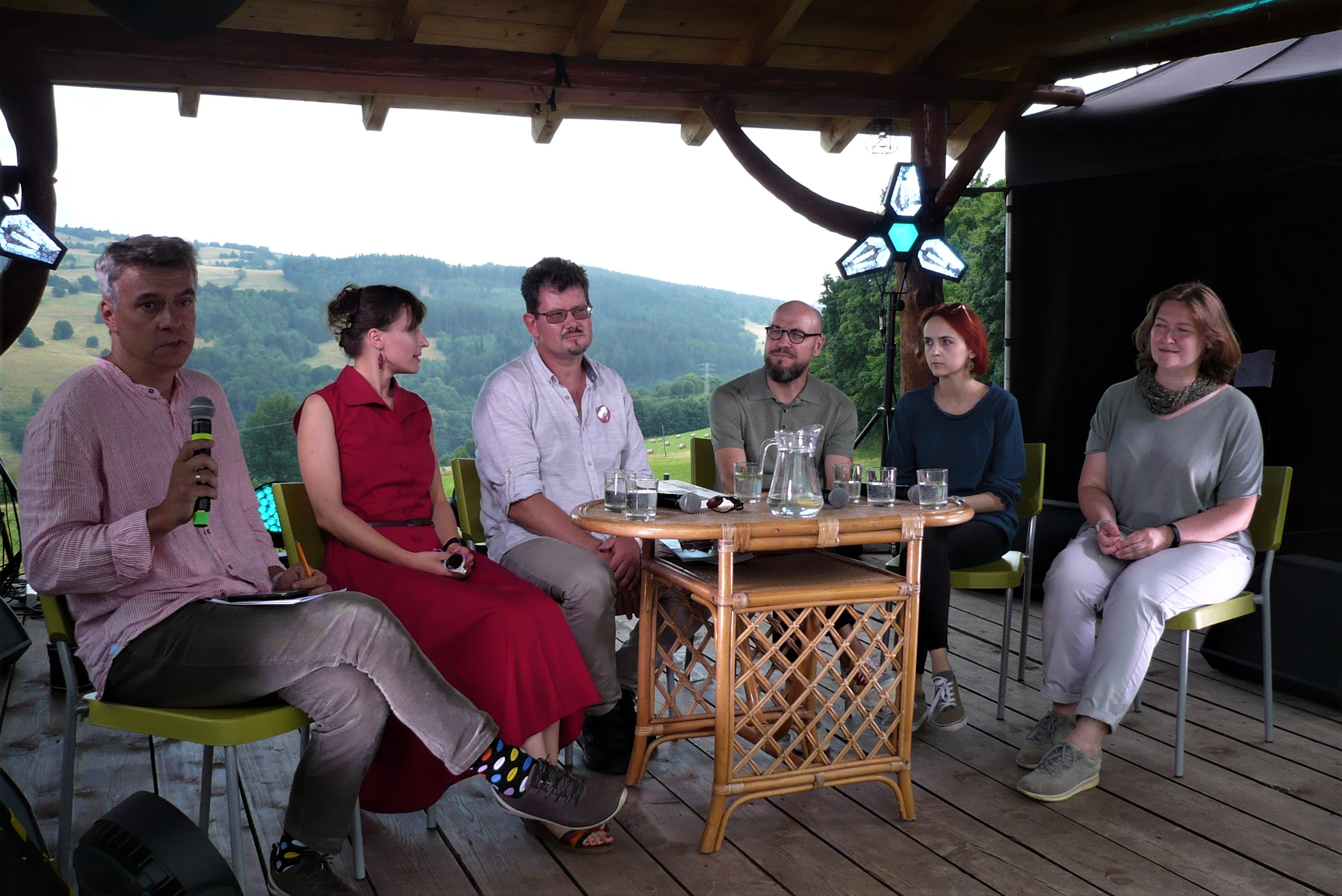
VII Festiwal Góry Literatury, Włodowice, 2021

Andrej Walerjewicz Chadanowicz (biał. Андрэй Валер’евіч Хадановіч; ur. 13 lutego 1973 w Mińsku) – poeta, tłumacz, literaturoznawca i krytyk białoruski.

## Życie
Ukończył studia romanistyczne na wydziale filologicznym Białoruskiego Uniwersytetu Państwowego. Od 1997 wykłada na uniwersytecie w Mińsku. Jest także nauczycielem w słynnym Białoruskim Liceum w Mińsku, jedynym na Białorusi liceum z białoruskim językiem wykładowym (obecnie, po delegalizacji, liceum to działa w podziemiu).
Od 2008 prezes białoruskiego PEN-Clubu.

## Twórczość
Jako poeta debiutował w 2002 roku. Od tej pory niemal co roku wydaje kolejny tom wierszy. Jego utwory tłumaczone są na angielski, czeski, hiszpański, litewski, niemiecki, słowacki, słoweński, rosyjski, ukraiński, włoski. Pierwszy tom wierszy Chadanowicza ukazał się nie w oryginale, ale w przekładzie ukraińskim: Listy z-pid kowdry (Kijów 2002, Listy spod kołdry). Kolejne tomy ukazywały się już po białorusku: Staryja werszy (Mińsk 2003, Stare wiersze, utwory z lat 1996–1999) i Listy z-pad koudry (Mińsk 2004, Listy spod kołdry, utwory z lat 1999–2003). Pierwszy wybór jego utworów poetyckich wyszedł także na Ukrainie jednak w białoruskim oryginale: From Belarus with Love (Kijów 2005). Poza tym wydał tomy Sto li100y na tut.by (Mińsk 2006, Sto li100w na tu.by) i Berlibry (Mińsk 2008, tytuł jest grą słów łączącą nazwę Berlin z wyrażeniem vers libre).
Opublikował również tom białoruskich limeryków.

## Działalność translatorska
Chadanowicz tłumaczy z angielskiego francuskiego, ukraińskiego i polskiego. Przekładał m.in. poezje Adama Mickiewicza, Konstantego Ildefonsa Gałczyńskiego, Czesława Miłosza, Zbigniewa Herberta, Ryszarda Krynickiego, Charles’a Baudelaire’a i Stéphane’a Mallarmégo. W roku 2012 otrzymał Nagrodę im. Zbigniewa Dominiaka przyznawaną za przekłady poezji polskiej na języki słowiańskie.
W 2015 został odznaczony Srebrnym Medalem „Zasłużony Kulturze Gloria Artis” w dziedzinie „promocja kultury polskiej za granicą”. W 2024 otrzymał Medal Orderu Pogoni od Rady Białoruskiej Republiki Ludowej (rządu Białorusi na uchodźstwie).

## Recepcja polska
W 2006 ukazał się w serii „Biblioteka Białoruska” wybór jego wierszy po polsku (Święta Nowego Rocku) w przekładach m.in. Leszka Engelkinga, Adama Pomorskiego i Bohdana Zadury, tłumaczenia jego utworów ukazują się w czasopismach i antologiach.